# Economics Bulletin
Das Economics Bulletin ist eine open-access Fachzeitschrift aus dem Bereich der Volkswirtschaftslehre. Economics Bulletin versteht sich als Fachzeitschrift für kürzere Artikel (Notes) und strebt einen möglichst schnellen Begutachtungsprozess an. Es steht in Konkurrenz zur bereits etablierten Elsevier-Zeitschrift Economics Letters. Economics Bulletin wurde 2001 von Myrna Wooders gegründet. Derzeitiger Herausgeber ist John P. Conley von der Vanderbilt University.